# Università statale di Samara
L'Università statale di Samara (SamGU, in russo Самарский государственный университет?, Samarskij gosudarstvennyj universitet) è un ente di istruzione accademica russo situato a Samara.

## Struttura
- Facoltà di matematica e meccanica
- Facoltà di fisica
- Facoltà di biologia
- Facoltà di chimica
- Facoltà di lettere
- Facoltà di storia
- Facoltà di scienze sociali
- Facoltà di economia e gestione
- Facoltà di psicologia
- Facoltà di legge